# Lycianthes stellata
Lycianthes stellata är en potatisväxtart som först beskrevs av Nikolaus Joseph von Jacquin, och fick sitt nu gällande namn av Friedrich August Georg Bitter. Lycianthes stellata ingår i Himmelsögonsläktet som ingår i familjen potatisväxter. Utöver nominatformen finns också underarten L. s. puberulum.